# A Computer Animated Hand
A Computer Animated Hand is een korte animatiefilm uit 1972, geregisseerd door Ed Catmull, die later een van de medeoprichters van Pixar zou worden. De film is in 2011 in de National Film Registry opgenomen ter conservatie.